# Platystele aianthera
Platystele aianthera är en orkidéart som beskrevs av Irene Bock och Speckm. Platystele aianthera ingår i släktet Platystele och familjen orkidéer. Inga underarter finns listade i Catalogue of Life.